# Кокизвил (Мериленд)
Кокизвил (енгл. Cockeysville) насељено је место без административног статуса у америчкој савезној држави Мериленд.

## Демографија
По попису из 2010. године број становника је 20.776, што је 1.388 (7,2%) становника више него 2000. године.
| Група             | 2000.          | 2010.          |
| Белци             | 14.730 (76,0%) | 12.182 (58,6%) |
| Афроамериканци    | 1.720 (8,9%)   | 3.796 (18,3%)  |
| Азијати           | 1.918 (9,9%)   | 2.616 (12,6%)  |
| Хиспаноамериканци | 657 (3,4%)     | 1.651 (7,9%)   |
| Укупно            | 19.388         | 20.776         |